# كاظم ياسين
الشيخ محمد كاظم ياسين، عالم دين شيعي من جبل عامل، كاتب ومؤلف، والده الشيخ خليل بن إبراهيم ياسين العاملي. ولد الشيخ كاظم في بلدة العباسية في العام 1950، وتلقى علومه المدرسية في بيروت حيث أنهى الثانوية العامة في العام 1971 م. ثم ابتدأ بدراسة العلوم الدينية.

## دراسته الدينية
درس المقدمات عند والده الشيخ خليل ياسين، ثم سافر إلى مدينة قم سنة 1980 حيث درس مرحلة السطوح والسطوح العليا عند السيد أحمد المددي والسيد حسين الشاهرودي والسيد محمد رضا الجلالي، كما حضر دروسا في الفلسفة وتابع دروس بحث الخارج عند السيد محمود الهاشمي.

## دراسته الجامعية
إلى جانب دراسته الدينية، تابع دراسة الأدب العربي في الجامعة اللبنانية - كلية الآداب، حيث نال سنة 1988 الإجازة في اللغة العربية وآدابها. ثم الماجستير في الفلسفة والإلهيات من جامعة آزاد.

## مؤلفاته
له ما يربو على الثلاثة عشر مؤلف مطبوع وعدد من المؤلفات الغير مطبوعة.

### الإصدارات المطبوعة
- تاريخ خاتم الأنبياء بجزئيه الأول والثاني - دار المحجة البيضاء - لبنان - الطبعة الأولى - 2013 م
- تاريخ السبطين -سيرة الإمامين الحسن والحسين - دار جواد الأئمة - لبنان - الطبعة الأولى - 2012 م[1]
- تاريخ النهضة الحسينية - جمعية المعارف الإسلامية - لبنان - الطبعة الأولى - 2008 م
- منهجية البحث في تاريخ الإسلام - جامعة المصطفى العالمية - الطبعة الأولى - 2013 م
- تاريخ علاقات الموارنة بجيرانهم من الفتح الإسلامي إلى الحرب الأهلية - دار الوسيلة - لبنان - الطبعة الأولى - 1994 م
- مصحف خيرة مع تفسير المفردات - دار الهادي - دار المحجة البيضاء - لبنان - الطبعة الأولى -2013 م
- قدس العاشقين - دار الوسيلة - لبنان - الطبعة الأولى - 1994 م
- قصص الأحرار - 4 أجزاء - دار الهادي - لبنان - الطبعة الثانية - 2007 م[2]

### الترجمات
- خواطر وذكريات لسماحة السيد علي الخامنائي - ترجمة: الحاجة نايفة شلهوب ياسين - أعده وصاغه بالعربية: الشيخ كاظم ياسين - دار الهادي - لبنان - الطبعة الأولى - 1999 م
- الاستقامة والثبات في شخصية القيادة - ترجمة: الحاجة نايفة شلهوب ياسين - أعده وصاغه بالعربية: الشيخ كاظم ياسين - دار الوسيلة - لبنان - الطبعة الثانية - 1995 م
- تراب «كوشك» الناعم - لمؤلفه سعيد عاكف - ترجمة: الحاجة نايفة شلهوب ياسين - أعده وصاغه بالعربية: الشيخ كاظم ياسين - جمعية المعارف الإسلامية الثقافية - لبنان - الطبعة الثانية - 2012 م.

### المخطوطات
- مصادر تاريخ الإسلام – نظرة نقدية- كرّاس
- شرح تفصيلي لكتاب بداية الحكمة- فلسفة- مخطوط
- شرح تفصيلي لكتاب نهاية الحكمة- فلسفة- مخطوط
- شرح تفصيلي كامل لكتاب الرسائل للشيخ الاعظم الانصاري- مخطوط
- شرح تفصيلي كامل لكتاب كفاية الأصول للآخوند الخراساني- مخطوط
- - شرح تفصيلي كامل لحلقات الأصول الثلاث للسيد الشهيد الصدر- مخطوط
- شرح تفصيلي لكتاب مختصر المعاني في البلاغة- مخطوط
- الميزان في متشابهات القرآن.

## وصلات خارجية
- الموقع الشخصي للشيخ محمد كاظم ياسين
- دروس الشيخ كاظم ياسين في السيرة النبوية
- مقابلة مع الشيخ كاظم ياسين